# Kazanice
Kazanice – wieś w Polsce położona w województwie warmińsko-mazurskim, w powiecie iławskim, w gminie Lubawa.

## Historia wsi
Pierwsze wzmianki o miejscowości pochodzą z 1324. Wieś lokowana w latach 1324–1349 na prawie chełmińskim przez biskupa Ottona na obszarze 70 łanów. Parafia wraz z kościołem powstała prawdopodobnie ok. 1340. Gotycki kościół Św. Jakuba Apostoła, wymurowany z cegły i kamienia polnego, kościół poświęcił w roku 1403 biskup Arnold Stapil. W XV w. na skutek wojen polsko-krzyżackich kościół prawdopodobnie opustoszał, gdyż biskup Mikołaj Chrapicki dokonał ponownej konsekracji wielkiego ołtarza (II poł. XV w.). Na przełomie XVI i XVII wieku należały do dóbr stołowych biskupów chełmińskich. 
Od roku 1773 wieś przeszła w posiadanie rządu pruskiego, który po roku 1789 sprzedał ją prywatnemu właścicielowi. Parafia obejmowała wsie: Kazanice, Raczek, Zielkowo i Byszwałd.
Szkoła powstała we wsi w latach 1787–1797. Uczyło tutaj 3 nauczycieli katolickich. W 1921 roku stacjonowała tu placówka 13 batalionu celnego a następnie placówka Straży Celnej „Kazanice”.
Poważne ożywienie społeczno-gospodarcze Kazanic nastąpiło w latach siedemdziesiątych. Od roku 1973 Kazanice zostały wsią sołecką. Wybudowano tu mieszalnię pasz. Znajdował się tu punkt biblioteczny i filia Zbiorczej Szkoły Gminnej w Lubawie.
Kościół parafialny, należy do najcenniejszych zabytków architektury na terenie gminy Lubawa. Do zabytków w Kazanicach należą także trzy przydrożne kapliczki z XIX wieku oraz 6 chałup drewnianych z pierwszej połowy XIX wieku.
W latach 1975–1998 miejscowość administracyjnie należała do województwa olsztyńskiego.

## Zabytki
- Kościół gotycki z 1350 r. pw. św. Jakuba (wpisany do rejestru zabytków 4 sierpnia 1968 r.), przebudowywany w 1600 i 1926[6].
- Cmentarz przykościelny (wpisany do rejestru zabytków 4 sierpnia 1968 r.)
- Plebania z 1881 r. (wpisana do rejestru zabytków 19 grudnia 1989 r.)
- 15 domów drewnianych oraz stajnia z pocz. XIX-XX wieku (wpisane do rejestru zabytków 3 listopada 1989 r.).

## Sport
Jordan Kazanice sekcja piłki nożnej obecnie w klasie A, grupa warmińsko-mazurska IV.
- sezon 2003/2004 10 miejsce klasa A
- sezon 2004/2005 7 miejsce klasa A
- sezon 2005/2006 14 miejsce klasa A (spadek)
- sezon 2006/2007 3 miejsce klasa B
- sezon 2007/2008 wyniki i tabela